# John Robertson (Canada)
Pour les articles homonymes, voir John Robertson et Robertson.
John Robertson, né en 1799 dans le Perthshire en Écosse et mort le 3 août 1876 à Manningtree en Angleterre, est un homme d'affaires et un homme politique canadien du Nouveau-Brunswick.
Immigré au Nouveau-Brunswick en 1817, il occupe tout d'abord des postes d'employés, puis se lance dans les affaires.
Il est élu maire de Saint-Jean en 1836 et devient membre du Conseil législatif du Nouveau-Brunswick de 1837 à 1867.
Robertson est ensuite nommé sénateur le 23 octobre 1867 et le reste jusqu'à sa mort.